# Georgia Baker
Georgia Baker (Launceston, 21 settembre 1994) è una pistard e ciclista su strada australiana che gareggia per il team Liv AlUla Jayco. Su pista è stata campionessa del mondo 2019 nell'inseguimento a squadre, mentre su strada ha vinto la prova in linea dei Giochi del Commonwealth 2022.

## Palmarès

### Pista
- 2011 (Juniores)

Campionati del mondo, Inseguimento a squadre Junior (con Emily Herfoss e Taylah Jennings)
- 2012 (Juniores)

Campionati del mondo, Inseguimento a squadre Junior (con Taylah Jennings e Kelsey Robson)
Campionati del mondo, Scratch Junior
- 2014

Campionati australiani, Inseguimento a squadre (con Amy Cure, Lauren Perry e Macey Stewart)
- 2015

Campionati australiani, Inseguimento a squadre (con Amy Cure, Lauren Perry e Macey Stewart)
Campionati oceaniani, Inseguimento individuale
Campionati oceaniani, Omnium
2ª prova Coppa del mondo 2015-2016, Inseguimento a squadre (Cambridge, con Ashlee Ankudinoff, Amy Cure e Isabella King)
- 2016

Campionati oceaniani, Corsa a punti
- 2018

1ª prova Coppa del mondo 2018-2019, Inseguimento a squadre (Saint-Quentin-en-Yvelines, con Kristina Clonan, Ashlee Ankudinoff e Macey Stewart)
Campionati oceaniani, Inseguimento a squadre (con Kristina Clonan, Ashlee Ankudinoff e Macey Stewart)
Campionati oceaniani, Americana (con Macey Stewart)
Campionati oceaniani, Omnium
- 2019

Campionati del mondo, Inseguimento a squadre (con Ashlee Ankudinoff, Amy Cure, Annette Edmondson e Alexandra Manly)
2ª prova Coppa del mondo 2019-2020, Americana (Glasgow, con Annette Edmondson)
4ª prova Coppa del mondo 2019-2020, Americana (Cambridge, con Alexandra Manly)
5ª prova Coppa del mondo 2019-2020, Inseguimento a squadre (Brisbane, con Annette Edmondson, Ashlee Ankudinoff, Maeve Plouffe e Alexandra Manly)
5ª prova Coppa del mondo 2019-2020, Americana (Brisbane, con Annette Edmondson)
Campionati australiani, Americana (con Ashlee Ankudinoff)
- 2022

Giochi del Commonwealth, Corsa a punti
Giochi del Commonwealth, Inseguimento a squadre (con Sophie Edwards, Chloe Moran e Maeve Plouffe)
Campionati australiani, Americana (con Alexandra Manly)
- 2023

Grand Prix Framar, Corsa a punti
Grand Prix Framar, Omnium
Grand Prix Duratec, Omnium
Campionati australiani, Americana (con Alexandra Manly)
Campionati australiani, Omnium

### Strada
- 2021

4ª tappa Santos Festival of Cycling (Adelaide > Adelaide)
- 2022 (Team BikeExchange-Jayco, due vittorie)

2ª tappa Thüringen Ladies Tour (Gera > Gera)
Giochi del Commonwealth, Prova in linea (con la Nazionale australiana)

## Piazzamenti

### Grandi Giri
- Giro d'Italia

2022: non partita (8ª tappa)
2023: 111ª
- La Vuelta Femenina

2024: 81ª

### Competizioni mondiali
- Campionati del mondo su pista

Mosca 2011 - Inseg. a squadre Junior: vincitrice
Mosca 2011 - Scratch Junior: 2ª
Mosca 2011 - Inseguimento individuale Junior: 9ª
Invercargill 2012 - Inseg. a squadre Junior: vincitrice
Invercargill 2012 - Scratch Junior: vincitrice
Invercargill 2012 - Inseguimento individuale Junior: 4ª
Londra 2016 - Inseguimento a squadre: 5ª
Londra 2016 - Corsa a punti: 4ª
Pruszków 2019 - Inseguimento a squadre: vincitrice
Pruszków 2019 - Americana: 2ª
Berlino 2020 - Inseguimento a squadre: 5ª
Berlino 2020 - Omnium: 14ª
Roubaix 2021 - Americana: 6ª
St. Quentin-en-Yv. 2022 - Inseguimento a squadre: 4ª
St. Quentin-en-Yv. 2022 - Americana: 4ª
Glasgow 2023 - Inseguimento a squadre: 5ª
Glasgow 2023 - Americana: 2ª
Glasgow 2023 - Corsa a punti: 2ª
- Campionati del mondo su strada

Limburgo 2012 - Cronometro Junior: 17ª
Limburgo 2012 - In linea Junior: 61ª
Wollongong 2022 - Cronometro Elite: 8ª
Wollongong 2022 - Staffetta mista: 3ª
Wollongong 2022 - In linea Elite: ritirata
Glasgow 2023 - In linea Elite: ritirata
- Giochi olimpici

Rio de Janeiro 2016 - Inseguimento a squadre: 5ª
Tokyo 2020 - Inseguimento a squadre: 5ª
Tokyo 2020 - Americana: 7ª
Parigi 2024 - Inseguimento a squadre: 7ª
Parigi 2024 - Americana: 9ª
Parigi 2024 - Omnium: 5ª